# 加拉吉溫峰
46°22′00″N 9°29′16″E / 46.36667°N 9.48778°E
加拉吉溫峰（義大利語：Pizzo Galleggione），是歐洲的山峰，位於意大利和瑞士接壤的邊境，屬於上哈爾布施泰因阿爾卑斯山脈的一部分，海拔高度3,107米，每年平均降雨量1,693毫米。